# AIDAcara
AIDAcara — первое круизное судно, принятое в эксплуатацию в пароходстве AIDA Cruises и проработавшее там до переименования в декабре 2001 года под названием AIDA — Das Clubschiff. Характерной окраской являются «рот в поцелуе», глаза и тени век работы графика Феликса Бюттнера, впервые получившей своё воплощение на этом судне. Со своим водоизмещением 38 557 брт является самым маленьким судном флота компании. В августе 2021 года судно было продано и переименовано в Astoria Grande.

## История
Заказ на строительство судно был подписан между пароходством и финской верфью Kvaerner Masa Yards AB 26 августа 1994 года. 11 сентября 1995 года состоялась закладка киля под заводским номером 1337 на верфи в Турку. Спуск на воду состоялся 16 февраля 1996 г. Церемония крещения судна состоялась после его передачи пароходству 7 июня 1996 года в Остзеебаде Варнемюнде. Крёстной матерью судна стала супруга тогдашнего президента ФРГ Кристиана Герцог (Christiane Herzog).
11 июня 1996 года AIDA вышла в свой первый рейс в Пальму-де Мальорка, где она располагалась в первое время, совершая в летние месяцы рейсы по Средиземному морю. В августе 1997 года судно переходило в собственность NCL Corporation Ltd., продолжая эксплуатироваться как раньше. Спустя два года судно снова выкупила Deutsche Seereederei, чтобы сразу же передать его новому собственнику Societa di Crociere Mercurio S.r.l. В декабре 2001 года судно получило имя AIDAcara.
AIDAcara в течение круглого года совершает круизы преимущественно в Европе: Балтийское море, Средиземное море, Канарские острова и Северная Европа. Судно способно проникать в бассейн реки Амазонка, куда суда большего размера попасть не могут. Кроме того предлагаются трансатлантические рейсы и круизы в Карибском море, а также вдоль Южной Америки.
В конце 2006 года AIDAcara стала первым судном пароходства, совершавшим круизы вокруг Аравийского полуострова.
С 2009 года AIDAcara, как единственное судно пароходства, регулярно следует Кильским каналом, проходя под десятью мостами канала с лимитом высоты 40 метров.
В 2011 года судно работало на Балтике, регулярно швартуясь в Киле к Балтийскому причалу.
В августе 2021 года судно было продано и переименовано в Astoria Grande для круизов из Сочи. Первый рейс теплохода Astoria Grande из Сочи состоялся 16 июля 2022 года. Судно осуществляет круизы по маршруту Сочи (Россия) — Стамбул (Турция) — Бозджаада (Турция) — Синоп (Турция) — Сочи (Россия).

## На борту
После перестройки и модернизации во второй половине апреля 2005 года в сухом доке на верфи Neptun Stahlbau GmbH в Ростоке 44 наружные каюты получили балконы, а на корме была увеличена площадь ресторана на открытой палубе. Затраты по перестройке составили 2,5 млн евро. Проводились также модернизации в 2007, 2009 и 2011 годах. Всего на судне имеется 590 пассажирских кают различных категорий, включая четыре свита премиум класса и 12 молодёжных свитов. К услугам пассажиров ресторан, бар, район магазинов, театр в носу на 700 мест в виде амфитеатра, спортивные площадки для гольфа, волейбола и баскетбола, а также нудистский пляж.

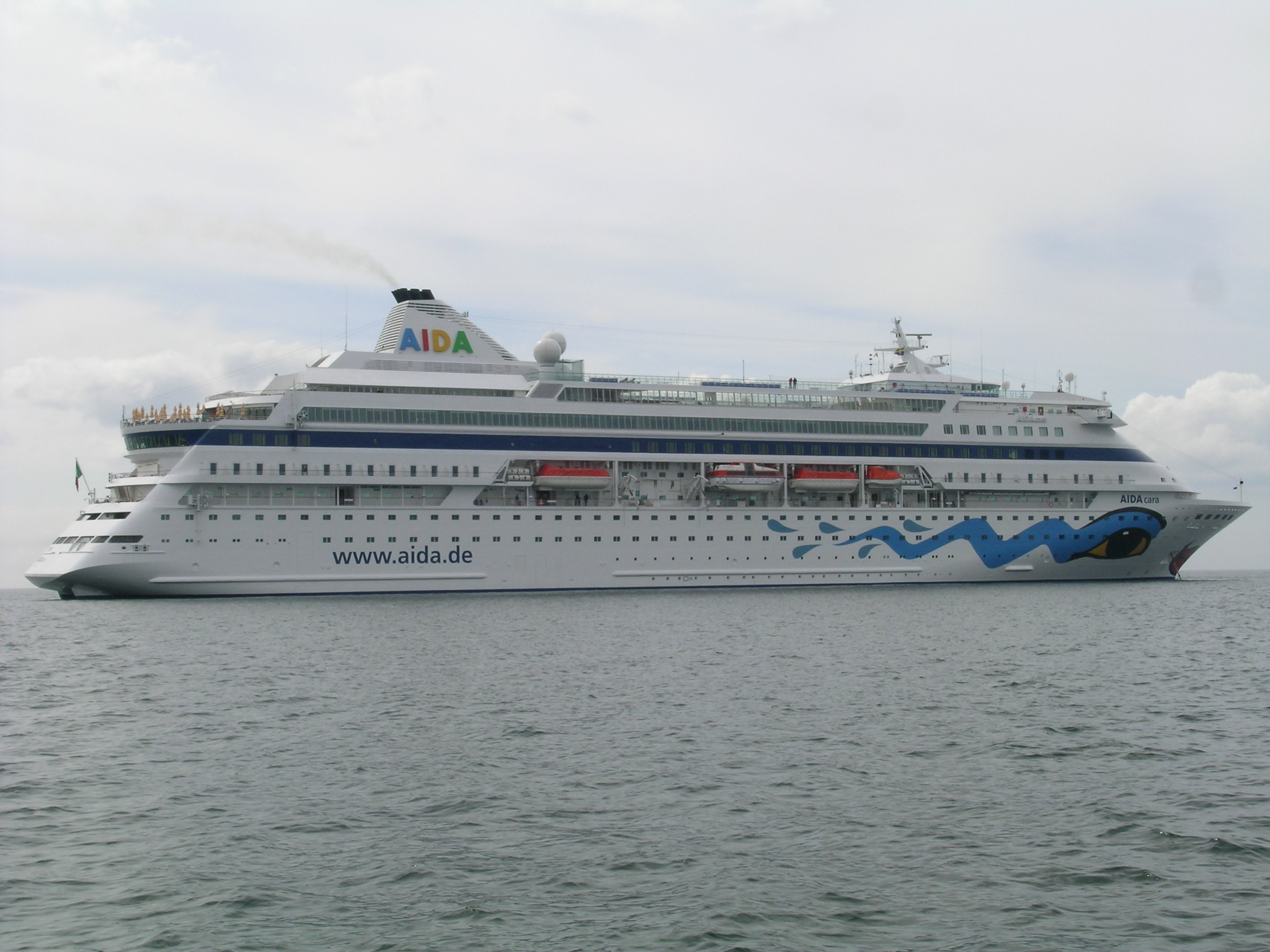
AIDAcara на рейде в Висбю/Готланд (Швеция)
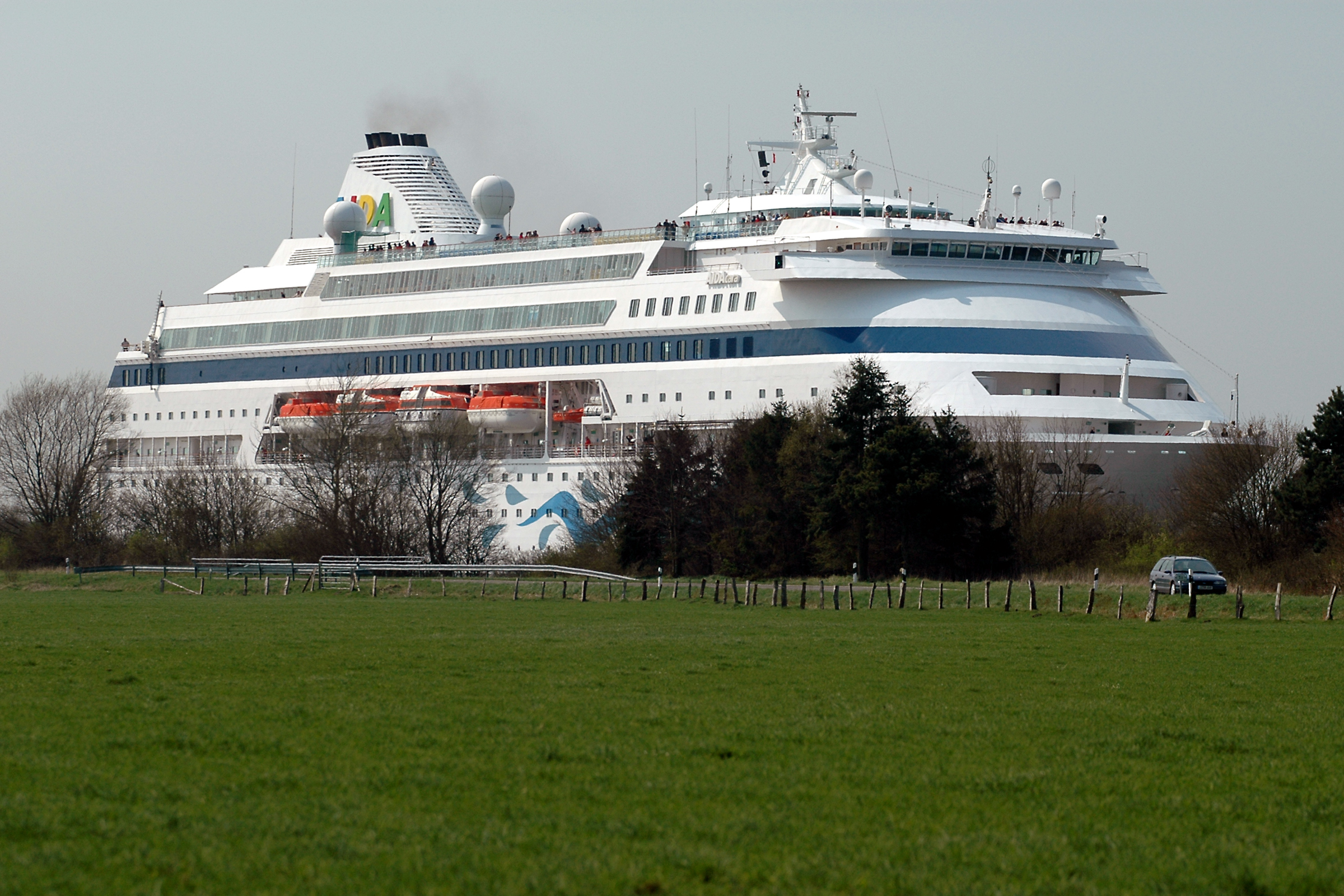
В Кильском канале

## Примечание
1. 1 2  Морской круизный лайнер Astoria Grande. Дата обращения: 31 июля 2023. Архивировано 31 июля 2023 года.
2. ↑  История фирмы «AIDA Cruises» Архивная копия от 24 сентября 2011 на Wayback Machine  (нем.)
3. ↑  Характеристики судна. Дата обращения: 14 сентября 2011. Архивировано 6 сентября 2011 года.
4. ↑  Инфо о Кильском канале (недоступная ссылка)  (нем.)
5. ↑  Список круизных судов в 2011 году в Кильском порту (недоступная ссылка)
6. ↑  AIDAcara: Технические характеристики и общая информация Архивная копия от 4 ноября 2012 на Wayback Machine  (нем.)